# Tháp Bismarck ở Żagań

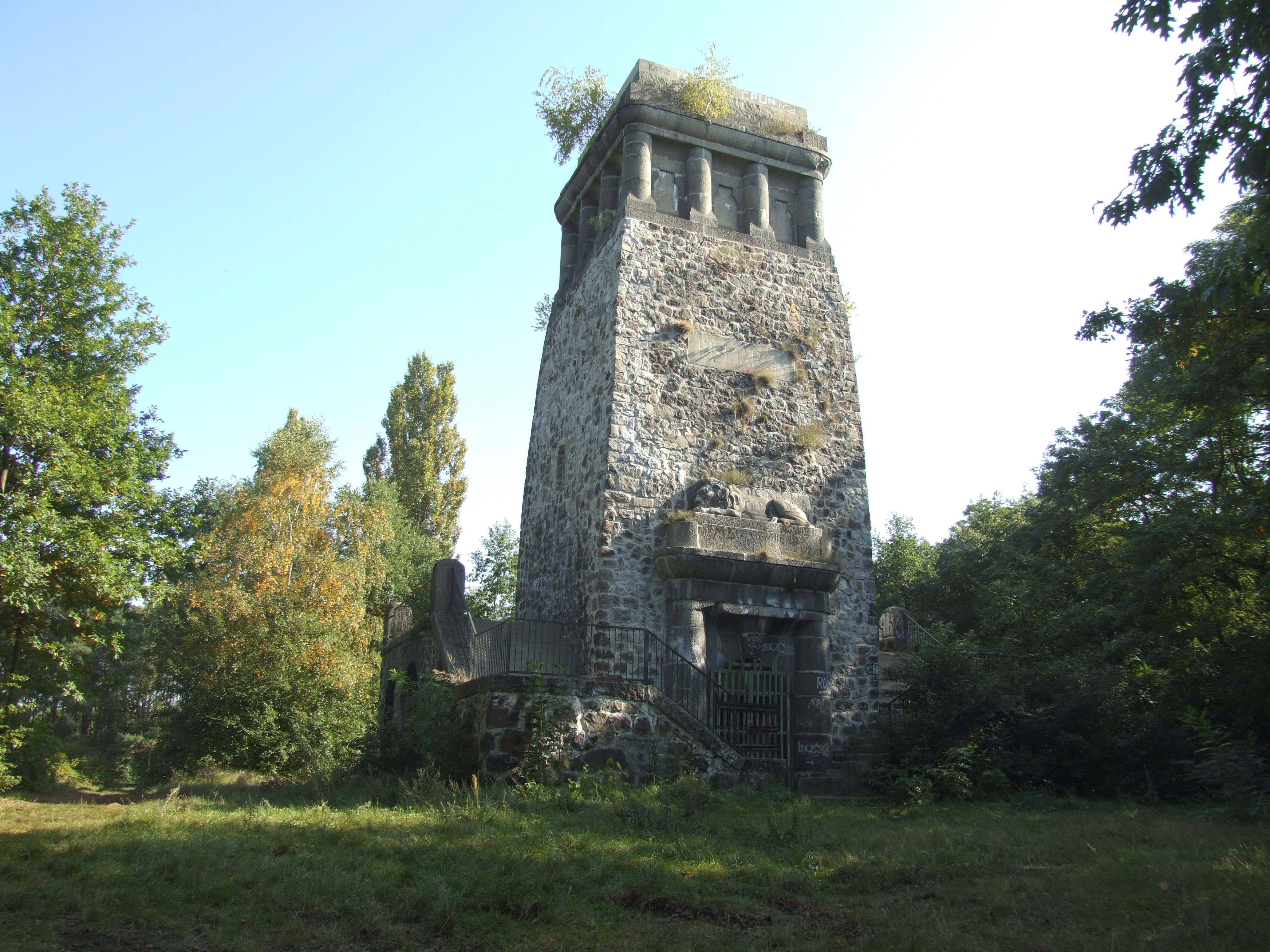
Tháp Bismarck

Tháp Bismarck ở Żagań là một tháp quan sát, được xây dựng trên đồi Lâu đài (Castle Hill), ở thành phố Żagań, ở phía tây Ba Lan, thuộc tỉnh Lubuskie, cách khoảng 40 km từ biên giới Ba Lan-Đức và 100 km từ biên giới Ba Lan-Séc.

## Lịch sử
Các ủy viên hội đồng của bang Neefe và Obischau đã có sáng kiến xây dựng tòa tháp Bismarck ở Żagań vào tháng 8 năm 1902. Hai năm sau, vào năm 1904, một ủy ban tổ chức cho việc xây dựng tòa tháp đã được thành lập, nhằm kêu gọi sự ủng họ của tất cả các tổ chức thành phố và cư dân, nhằm tiến hành gây quỹ và vật liệu xây dựng cần thiết để chuẩn bị cho việc xây dựng lên tòa tháp. Năm 1907, thiết kế của kiến trúc sư Carl Stahlberg từ Jelenia Góra đã được chọn để thực hiện. Lễ khai trương diễn ra vào ngày 30 tháng 7 năm 1908 trước sự chứng kiến của chính quyền thành phố. Các công trình xây dựng chính được giám sát bởi các nhà xây dựng của Bernikau và người quản lý xây dựng Engel từ Jabłonowo. Trong quá trình xây dựng cơ sở, những tảng đá và đá granit từ mỏ đá gần Bolków đã được sử dụng. Phần đầu của tháp được làm bằng đá granit Silesian. Lễ khánh thành diễn ra vào ngày 27 tháng 6 năm 1909. Vào ngày hôm đó, tòa tháp được mở cửa cho công chúng, và vào buổi tối, ngọn lửa đầu tiên được thắp lên trên đài lửa ở đỉnh tháp. Năm 2002, tòa nhà đã trải qua cải tạo, để đóng vai trò là một tháp nước cho cộng đồng địa phương.

## Chi tiết
Tòa tháp cao 22 mét được dựng lên trên một mặt bằng hình chữ nhật, được làm từ những tảng đá và đá granit không đồng nhất. Cổng vào dẫn đến phòng tưởng niệm để vinh danh Otto von Bismarck nằm ở phía thành phố. Cửa ra vào ban đầu được làm bằng gỗ sồi hai lá, đã được thay thế bằng một tấm lưới. Có các cột đá granit ở hai bên cổng. Phía trên lối vào, một con sư tử bằng đá granit đang nghỉ ngơi (được tạo ra bởi nhà điêu khắc Klaus ở Munich). Phía trên con sư tử có một tấm biển với dòng chữ Bismarck. Đỉnh trên tòa tháp cao 5 m được bao quanh ba phía bởi một sân thượng được kết nối với cầu thang bên ngoài ở bên trái và bên phải. Sân thượng của tòa tháp được hỗ trợ bởi bảy cột vuông bằng đá. Dưới sân thượng có một hội trường với những cung đường tạo thành những hành lang ở hai bên. Cầu thang nội bộ với 50 bậc đá granit dẫn từ sân thượng lên tầng quan sát (nằm ở độ cao 15 m). Từ tầng quan sát, một cầu thang sắt xoắn ốc dẫn đến đầu tháp đến nơi lắp đặt đài lửa, đài lửa có đường kính 2,80 m và nặng 850 kg.